# 堀井勝美
堀井 勝美（ほりい かつみ、1955年11月15日 - ）は、日本の作曲家、編曲家、プロデューサー、大学教員。東京都出身。血液型AB型。

## 来歴
東京音楽大学作曲科を卒業後、三枝成彰に師事。後に自身は徳永暁人らを指導。
TVドラマ、映画、アニメ、CM、テレビ番組テーマソング、舞台などで作曲・プロデュースを多数手掛ける。
特に1987年から1998年にかけて、著名スタジオミュージシャンを多数起用し堀井勝美PROJECTとしてフュージョンCDを発表。同名義（堀井の個人名義も含む）でシングル1枚、アルバム13枚を発売した。CDジャケットはごく一部除いて、『FM STATION』の表紙でおなじみの鈴木英人が担当している。以下に示した過去に発売されたアルバムは、参加ミュージシャンや洗練された音楽性から現在でも、放送局用音源での使用率が比較的高いのが特徴である。
1999年からは菊池俊輔に代わって『ドラえもん』の映画シリーズで音楽を担当し、2005年の番組リニューアルまで登板し続けた。
テレビ出演などで表に出ることは稀だが、『走らんか!』（第74回）ではプロデューサー・国枝役でゲスト出演。主人公・前田汐率いるロックバンド「天神バンド」がメジャーデビューに値するのかどうかを品定めするため博多のライブハウスまで直接出向いてきた、という設定でセリフなしで数カット出演している。
これら以外に、母校・東京音楽大学では作曲指揮専攻で教授を務める他、音楽雑誌『ADLIB』では2010年5月号（休刊号）までコラム「オフサイドな日々」を連載していた。

## 主な作品

### TVドラマ
- 銀河テレビ小説（NHK）
  - 下町三人娘（1986年）
  - まんが道（1986年・1987年）
  - 総務部総務課山口六平太（1988年）
- 天上の青（NHK）
- 連続テレビ小説（NHK）
  - 凛凛と（1990年）
  - 走らんか!（1995年）
- ちりめんじゃこの詩（1991年、NHK）
- 赤頭巾快刀乱麻（1991年、NHK）
- 綺麗になりたい（1992年、読売テレビ）
- ドラマ新銀河（NHK）
  - 帰ってきちゃった（1993年）
  - くろしおの恋人たち（1994年）
- 坊っちゃん -人生損ばかりのあなたに捧ぐ-（1994年、NHK）
- 木綿のハンカチ〜ライトウインズ物語（1997年・1998年、NHK）
- 窓を開けたら（2003年3月25日、NHK）　 など

### 映画
- 大長編ドラえもん
  - ドラえもん のび太の宇宙漂流記（1999年）※大江千里と共同
  - ドラえもん のび太の太陽王伝説（2000年）
  - ドラえもん のび太と翼の勇者たち（2001年）
  - ドラえもん のび太とロボット王国（2002年）
  - ドラえもん のび太とふしぎ風使い（2003年）
  - ドラえもん のび太のワンニャン時空伝（2004年）
- 恋はいつもアマンドピンク（1988年）
- バカヤロー!3 へんな奴ら（1990年）
- スペインからの手紙 ベンポスタの子どもたち（1993年）
- スーパースキャンダル（1996年）
- スーパードール★リカちゃん　リカちゃん絶体絶命!ドールナイツの奇跡（1999年） など

### アニメ
- スーパードール★リカちゃん
- マシュランボー
- ロックマンエグゼ
- ゲゲゲの鬼太郎（5作目）
- わんころべえ　など

### CM
- ライオンシャンプー・トップボーイ
- デンソーカーエアコン（テレビ・ラジオCM）
- 岡藤商事（現・岡藤ホールディングス）
- アシックスシューズ・WALLAGE
- 東芝携帯電話
- 沖電気企業CM
- 森林公園ウォーラーランド　など

### テレビ番組
- TVグラフィックおしゃべりトマト（tvk）
- エキサイトマッチ〜世界プロボクシング（WOWOW）
- お昼のマイテレビ（テレビ朝日系） など

このほかにも、NHK『おかあさんといっしょ』で、オープニング曲（1999年4月〜2009年3月、BSでは2002年4月から2010年3月まで放送）、人形劇「ぐ〜チョコランタン」のすべての劇伴曲、体操「ぱわわぷたいそう」やエンディング「スプラッピ スプラッパ」など多数の曲を手がけた。

### その他
- 西城秀樹『Golden Earrings』アルバム、M4「WAVE - An Empty Suitcase -」作曲・編曲
- 西城秀樹『Golden Earrings』アルバム、M5「夜のバラード」作曲・編曲

## ディスコグラフィー
これまで、堀井勝美PROJECTとしてアルバム12枚・シングル1枚、堀井勝美としてアルバム1枚を発売。ジャケットは一部を除き全て鈴木英人がイラストを担当。
※1994年の再発廉価版（BVCR-7306〜）も含め、全てが廃盤となっている。BMGビクター（後にBMGジャパンに改称、現在はアリオラジャパンとなる）から発売。
※オムニバスアルバム『FUSION PARADISE -SKYBLUE SELECTION-』（2002年発売：ユニバーサルミュージック）に『Summer's』のタイトル曲が収録されている。
※2023年1月25日に『HOT IS COOL』〜『Summer's』が、同年3月8日に『SKY CRUISIN'』〜『Blue Waters』が堀井勝美監修の元で最新リマスターでタワーレコードとSony Music Shopで限定販売された。発売元はBMGジャパンのソニー・ミュージック子会社化に伴いソニー・ミュージックレーベルズとなっている。なお『The Way I Feel』収録音源は『FRONT AND REAR』までの4枚にボーナス・トラックとして収録され、ドラマのサウンドトラックである『Charming』と『I Believe』の2枚は省かれている。
| 発売日         | タイトル                | 番号       | 備考 |
| -------------- | ----------------------- | ---------- | --- |
| 1987年3月21日  | HOT IS COOL             | R32A-1026  | デビュー作。 参加メンバーは難波弘之、倉田信雄、鳴瀬喜博、是方博邦、土岐英史、数原晋、川瀬正人ほか。堀井自身もキーボードで参加。 |
| 1987年9月21日  | AVENUE OF ENTERTAINMENT | R32A-1030  | 参加メンバーは鳴瀬喜博、難波弘之、是方博邦、土岐英史、岡本郭男、数原晋、川瀬正人ほか。 |
| 1988年6月21日  | OCEAN DRIVE             | R32A-1038  | 唯一のシングル曲であるライオン「トップボーイ」CM曲「CRUISING BOY」、NHK「総務部総務課山口六平太」・テレビ朝日「CNNモーニング」・四国放送「おはようとくしま」・山梨放送「山梨の朝」・TBS「噂の!東京マガジン」テーマ曲、札幌テレビ「ANAオープンゴルフ中継」挿入曲「HOUSE OF PENINSULA」収録。 ライブはこのCDの発売を記念して実施。 参加メンバーは鳴瀬喜博、難波弘之、向谷実、野力奏一、本多俊之、土岐英史ほか。             |
| 1989年6月21日  | FRONT AND REAR          | R32A-1053  | 日本電装「カーエアコン」CM曲「AN EMPTY SUITCASE」、テレビ朝日『お昼のマイテレビ』テーマ曲「ASTRAL WONDERLAND」収録。 参加メンバーは岡本郭男、石川雅春、鳴瀬喜博、青木智仁、是方博邦、梶原順、ラリー・コリエル、難波弘之、向谷実、野力奏一、倉田信雄、林有三、土岐英史、本田雅人ほか。 |
| 1989年12月6日  | The Way I Feel          | R32A-1062  | バラードベストアルバム（リミックス）。新曲3曲をプラス。 |
| 1990年6月21日  | Summer's                | BVCR-10    | 札幌テレビ『釣〜りんぐ北海道』」テーマ曲「SUMMER'S」、NHK連続テレビ小説『凛凛と』テーマ曲「GREEN」、静岡放送『石川味知子のおいしい話』テーマ曲・TBSテレビ『筑紫哲也 NEWS23』スポーツコーナー曲「WAIKING ON AIR」収録。 参加メンバーは石川雅春、梶原順、難波弘之、難波正司、八木のぶお、土岐英史、本田雅人、ラス・フリーマン、ジェラルド・アルブライトほか。                                                               |
| 1991年6月21日  | SKY CRUISIN'            | BVCR-42    | TVK『TVグラフィックおしゃべりトマト』テーマ曲「SKY CRUSIN'」、NHKドラマ『赤頭巾・快刀乱麻』テーマ曲「RADDISH IN MIND」、岡藤商事CM曲「AFTERGLOW」収録。 参加メンバーは石川雅春、青木智仁、梶原順、是方博邦、本田雅人、難波弘之、佐山雅弘、島健、八木のぶお、土岐英史、カルロス菅野ほか。 |
| 1992年6月21日  | Views Collection        | BVCR-88    | 沖電気企業CM曲「ON WINGS OF OUR LOVE」（堀井勝美プロジェクト初のボーカル・チューン）、アシックス「WALLAGE」CM曲『SPIRAL FLIGHT』収録。 参加メンバーは石川雅春、鳴瀬喜博、青木智仁、梶原順、田代耕一郎、難波弘之、野力奏一、佐山雅弘、林有三、カルロス菅野、土岐英史、平原まこと、エリック宮城、ANNA（ボーカル）ほか。 |
| 1992年12月2日  | Charming                | BVCR-108   | 堀井勝美名義。 読売テレビ・日本テレビ系ドラマ『綺麗になりたい』サウンドトラック。 久松史奈のOP曲「天使の休息」（作詞：久松史奈・藤生ゆかり、作曲：藤生ゆかり、編曲：瀬尾一三）と中江有里の挿入歌「風の姿」（作詞・作曲：中島みゆき、編曲：山川恵津子）も収録。 参加メンバーは石川雅春、鳴瀬喜博、渡辺等、梶原順、安田裕美、野力奏一、矢野秘、鳴島英治、土岐英史、平原まこと、八木のぶお、中西俊博、ANNA（ボーカル）ほか。 |
| 1993年8月21日  | LOVERS                  | BVCR-633   | WOWOW『エキサイトマッチ〜世界プロボクシング』テーマ曲「SKYSCRAPER」収録。 参加メンバーは石川雅春、青木智仁、梶原順、野力奏一、矢野秘、土岐英史、鳴瀬喜博、渡辺等、吉川忠英、ANNA、グローヴァー・ワシントン・ジュニア、スティーヴ・カーン、ボブ・ミンツァーほか。 |
| 1994年7月21日  | Sunday Brunch           | BVCR-671   | 参加メンバーは石川雅春、鳴瀬喜博、宮野弘紀、梶原順、野力奏一、カルロス菅野、青木智仁、土岐英史、田代耕一郎、難波弘之、向谷実、吉川忠英、佐山雅弘、大山ヤスシ、八木のぶお。 |
| 1995年11月22日 | I Believe               | BVCH-1511  | NHK連続テレビ小説『走らんか!』サウンドトラック。 参加メンバーは石川雅春、鳴瀬喜博、青木智仁、梶原順、浅野祥之、田代耕一郎、紅林弥生、土岐英史、八木のぶお、柴山洋、篠崎正嗣。 |
| 1998年7月23日  | Blue Waters             | BVCR-11002 | NHKドラマ『木綿のハンカチ2〜ライトウインズ物語』テーマ曲「People in the Lightwinds」収録。 参加メンバーは石川雅春、オマー・ハキム、鳴瀬喜博、青木智仁、梶原順、浅野祥之、ハイラム・ブロック、宮野弘紀、難波弘之、佐山雅弘、野力奏一、紅林弥生、フィリップ・セス、カルロス菅野、土岐英史ほか。 |